# Emil Cioran
Emil Cioran [eˈmil t͡ʃoˈran],  romunski filozof in esejist, * 8. april 1911, Rășinari, Avstro-Ogrska, † 20. junij 1995, Pariz, Francija.
V svojih delih izpoveduje pesimizem do človekove eksistence in družbe. Do konca druge svetovne vojne je simpatiziral s fašisti, kasneje pa je obžaloval to obdobje. Knjige je pisal v romunščini in francoščini. Proslavil se je že s prvim delom objavljenem v francoščini Zgodovina razkroja.

## Življenje
Cioran je bil rojen v Avstro-ogrskem cesarstvu, natančneje v majhni vasi Rasinari na območju današnje osrednje Romunije, okrožje Sibiu. Najprej se je šolal na Visoki šoli Gheorgha Lazărja in svojo izobrazbo nadaljeval na Bukareški univerzi, kjer se najbolj posveča študiju literature in filozofije. Na študijah je spoznal svoja dolgoletna prijatelja Eugèna Ionesca in Mirceo Eliadeja. Tako kot M. Eliade in njegov študijski kolega P. Ţuţe je Cioran v predvojni fazi simpatiziral z nacionalističnim fašizmom matematika in filozofa Naeja Ionescuja, ki je združeval ideje eksistencializma in romanticiranega nacionalizma z romunsko verzijo fašizma ti. trăirizem.
Tekoče je govoril nemško. Njegove zgodnje študije so se vrtele okoli Immanuela Kanta, Arthurja Schopenhauerja in zlasti Friedricha Nietzscheja. Postal je agnostik. Kot je značilno za agnosticizem, je bil prepričan, da so nekatere trditve, ki še niso dokazane (npr. obstoj Boga) in jih v tem trenutku ni bilo mogoče dokazati, prav tako pa je dopuščal možnost, da bodo dokazane v prihodnosti. Med študijem, so nanj najbolj vplivala dela Georga Simmela, Ludwiga Klagesa in Martina Heideggerja, kot pa tudi ruskega filozofa Leva Šestova, čigar prispevek k Cioranovemu razmišljanju je bilo prepričanje, da je življenje samovoljno. 
Že v mladosti ga je začela mučiti nespečnost, ki je bila ena poglavitnih vzrokov za njegov pesimimizem v razmišljanju. Zaradi precejšnjih težav se je občasno počasi? odpoved(ov)al filozofiji, kot je priznal v intervjuju izšlem leta 1994. Prejel je štipendijo za doktorski študij, ki jo je porabil za kolesarsko potovanje, s fizičnim naporom pa je uspel premagati nespečnost. Doktoriral ni nikoli.
Leta 1933 je Cioran prejel štipendijo na Univerzi v Berlinu, kjer je prišel v stik s Klagesom in Nicolaiem Hartmannom. Med študijem v Berlinu se je začel zanimati za politiko nacističnega režima. Napisal je članek na to temo in ga izdal v romunskem časopisu Vremea. Tu je Cioran priznal, da v tistem času na svetu ni bilo politika, ki bi mu bil bolj simpatičen od Hitlerja. Noč dolgih nožev 1934 mu se je zdela sprejemljiva, kar potrjuje z izjavo "kaj je izgubilo človeštvo, če je bilo odvzeto življenje nekaj idiotom". V pismu namenjenemu Petru Comarnescu se je sam označil za ˝hitlerista˝. Prav tako je podpiral fašizem v Italiji in se veselil italijanske zmage v italijansko-abesinski vojni. ˝Fašizem je šok brez katerega je Italija primerljiva z današnjo Romunijo˝ je bila ena izmed njegovih izjav, v kateri je javno deklariral svoje mnenje o tem, ki pa ga je kasneje, tako kot simpatiziranje s fašističnim režimom, obžaloval.
Ko se je vrnil iz Berlina (1936) je eno leto v Brasovi poučeval filozofijo na srednji šoli ˝Andreia Şaguna˝. Leta 1937 je odšel v Pariz s štipendijo Francoskega inštituta v Bukarešti, ki so mu jo nato podaljšali do leta 1944. V Romunijo se je vrnil samo za tri meseca, od novembra 1943 do februarja 1944 in po tem  kratkem bivanju postal obsojen na večno begunstvo. Želel je pretrgati vse stike z domovino in s tem namenom je svoj materni jezik postopoma zamenjal za francoščino, vendar mu kljub temu ni uspelo ubežati travmam iz mladosti, ki so ga pestile in spremljale do konca življenja.
Zadnje predvojno obdobje, ki ga je preživel v Romuniji ga povezuje s fašistično Železno gardo, desničarske organizacije z nacionalistično ideologijo. Cioran jo je podpiral vse do prve polovice druge svetovne vojne, čeprav nikoli ni bil njen član in nikoli ni podpiral njenih nasilnih metod. V svojem govoru za državni romunski radio, je hvalil Gardo, ker so dali Romuniji namen, ki ga je rabila.  V letu 1943 je napisal ˝menim, da je lahko edini rodovitni, ustvarjalni in poživljajoč nacionalizem v Romuniji tisti, ki ne samo opušča tradicije, ampak jo tudi zanika in porazi.˝
Kasneje je zavrnil podporo Železni gardi, kakor tudi njihovim nacionalističnim idejam. Izrazil je obžalovanje zaradi svojih prejšnjih čustev do njih. Leta 1972 jih definira kot ˝noro sekto in stranko˝. Razkril je tudi svojo slepo brezumno zanesenost z napačno idejo in pravi: »takrat sem ugotovil, kaj pomeni biti odnesen z valom brez najnežnejšega sledu obsodbe … sedaj sem na to imun.«
Večino svojega življenja je preživel v osami v Latinski četrti Pariza s svojim partnerjem Simone Bouéjem in se je izogibal javnosti. 

## Delo
Prva Cioranova knjiga Na višinah obupa (Pe culmile disperării), je bila objavljena v Romuniji leta 1934. Nagrajen je bil z nagrado Komisije in z Nagrado mladih pisateljev za eno izmed najboljših izdanih knjig neuveljavljenega mladega pisatelja. Zaporedno so bile objavljene v Romuniji še knjige Knjiga preobrazb (Cartea amăgirilor), Transmigracija Romunije (Schimbarea la față a României), Solze in svetniki (Lacrimi și Sfinți). Cioran je delo Transmigracija Romunije (Schimbarea la față a României) močno predelal v drugi izdaji leta 1990, v kateri je črtal številne odlomke, za katere je menil, da so domišljavi in neumni. V prvotni obliki knjige, ter prav tako v številnih člankih, ki jih objavlja v tem obdobju, je izrazil podporo totalitarizmu. Cilj totalitarizma je bil zanj modernizacija države, urbanizacija in industrializacija.
Neodobravanje, za katerega je menil da je značilno za Romune, je predstavil tudi v svojih delih: »v vsaki maksimi, v vsakem pregovoru, v vsakem odrazu naši ljudje izrazijo enako sramežljivost pred življenjem, enako obotavljanje in odstop…«, zaradi česa je bil deležan veliko kritik v skrajnem desnem časopisu Gardirei. Njegov urednik Nichifor Crainic je označil Transmigracijo Romunije kot »krvavo neusmiljen pokol današnje Romunije, brez strahu do materomora in bogokletstva«, prav tako kot v časopisih Železne garde. 
Leta 1940 je začel pisati Priročnik strasti (Îndreptar pătimaș), ki ga je zaključil leta 1945. To je bila zadnja knjiga, ki jo je objavil v romunščini, čeprav ne zadnja, ki se ukvarja s pesimizmom in mizantropijo skozi občutljivost liričnih aforizmov. Od tega leta dalje je Cioran objavljal le v francoskem jeziku. S svojimi deli v francoščini je postal daleč bolj znan svetovni javnosti, kot ko je pisal v romunskem jeziku.
Leta 1949 je izšla njegova prva francoska knjiga Zgodovina razkroja (Précis de decomposition), ki je prejela nagrado Rivarol leta 1950. Razen te je Cioran kasneje zavrnil vsako literarno nagrado, ki mu je bila ponujena. Razočaranost nad preteklo politično usmeritvijo je povzročila pri Cioranu apatijo do politike. V kasnejšem obdobju življenja Cioran ni bil zagovornik nobenega političnega sistema, kot tudi cerkve ne. Menil je, da noben politični sistem ni sposoben ozdraviti človekove volje do življenja. Prav tako pa je prepričan da je vsak sistem obsojen na propad, svoje misli o tem pa je natančneje izrazil leta 1986 v delu Vaje občudevanja (Exercises d'admiration). 
Po smrti Cioranovega dolgoletnega spremljevalca Simona Bouéja so hoteli na dražbi prodati njegovo zbirko 30. zvezkov, vendar je sodišče v Parizu ustavilo komercialno prodajo kolekcije. Leta 2011 pa je pritožbeno sodišče odločilo, da je prodajalec legitimni lastnik rokopisov, ki so bili v glavnem osnutki del, ki so bila že objavljena.
Večina njegovih del je bilo prevedenih tudi v druge jezike.

## »Glavne teme in slog«
Cioran je že v svoji zgodnji mladosti izpovedoval pomanjkanje zanimanja za konvencionalno filozofijo in zavračal abstraktne špekulacije v korist osebne refleksije in strastne lirike. ˝Sem izumil nič, sem bil samo tajnica svojih občutkov˝ je kasneje dejal. Pesimizem je značilnost vseh njegovih del, ki ga mnogi kritiki povezujejo z dogodki iz otroštva. Vendar pa Cioranov pesimizem (v resnici njegov skepticizem in tudi nihilizem) ostane tako neizčrpen na svoj poseben način, ki se tako kot njegov stil pisanja razlikuje od pesimizma in stila njegovih sodobnikov. Zaradi svojega ciničnega stališča do drugih tudi sam ne uživa množične priljubljenosti. Njegova dela so napisana zelo literarno, tudi sam je omenjal, da mu pripisujejo lep stil pisanja, čeprav sam tega ni opazil. Njegov tok misli je zato lažje berljiv. 
Njegova dela pogosto prikazujejo vzdušje mučnega stanja, ki ga Cioran težko preživlja, kljub temu da to poganja njegovo ustvarjalnost. Knjige je pisal v romunščini in francoščini. Soočen z izkušnjo smrti bližnjega in trpljenjem, ga je privlačila tudi ideja o samomoru, vendar tega ne stori. Velik del njegovega pisanja pa vendarle prežema ideja o samomoru, ravno zaradi tega, ker meni, da je misel na možen izhod edino, kar dela življenje znosno: ˝...zato bi se brez ideje samomora že zdavnaj ubil, ravno zaradi odrešitve, ki jo prinaša pa je tako pogosto uporabljen v njegovih delih. Ali je možno, da je obstoj naše izgnanstvo in nič naš dom?˝ Ravno tako pa pravi, da je ˝samomor edino resnično svobodno dejanje v našem življenju˝ . Menil je, da je za samomor že prepozno (O nevšečnosti biti rojen). Da si ni vzel življenja, je opravičeval s tem, da ker razloga za nastanek ni, tudi ni razloga za prenehanje obstoja. Njegov melanholičen in ciničen ton ga pripelje do skrajnosti, ki jih predstavi na svojevrsten način. 
Cioranova dela obsegajo tudi številne druge teme kot so: izvirni greh, pesimizem zgodovinskega razvoja, konec civilizacije , zavrnitev tolažbe skozi vero, obsedenost z Absolutnim, življenje kot začasno izgnanstvo iz metafizičnega. Kljub temu pa Cioranov jezik ne trpi romantičnih in lirskih opisov, prav tako niso prisotni sentimentalni izlivi. S humorjem in občutkom za paradoks želi opozoriti na breme zavesti, ki sili človeka, da večno razmišlja o svoji ničevosti. Njegova šibkost pa naj bi po Henryju Amerju bila dokaj nepovezana tematika in sledi nesistematičnosti. Podaja nam tudi satirične vložke, kjer se roga prošnjam po rešilni bilki življenja.
Glede Boga, je Cioran nekoliko cinično ugotavil, da ˝brez Bacha, bi bil Bog popolnoma drugorazredna figura.˝ in da ˝je Bachova glasba edini argument, ki dokazuje, da nastanek vesolja ni mogoče šteti za popoln neuspeh˝. V intervjuju je omenil, da sta bila Bach in Dostojevski dve veliki obsesiji njegovega življenja. Medtem. ko se je njegova strast do Dostojevskega pojenjala, je do Bacha ostala nedotakljiva.
Ameriški literat in kritik William H. Gass imenuje Cioranovo delo ˝filozofski roman o sodobnih temah odtujenosti, absurdnosti, dolgočasju, jalovosti, razpadanju, tiraniji zgodovine, vulgarnosti sprememb, zavedanju kot agoniji, razloga kot bolezen˝ . 
Vsa njegova dela izhajajo iz filozofskih prvin eksistencializma. Eksistencializem kot filozofija kriznih obdobij, v katerih človek ne razume smisel svojega obstoja, se je usidral tudi v literaturi v obdobju med dvema svetovnima vojnama. Začetek eksistencialistične književnosti označujeta francoska proza in dramatika, ki sta nastali prav v tridesetih letih 19. stol, ko Cioran oblikuje svoj filozofski pogled. Njegovi predstavniki so J.P. Sartre, A. Camus,  kasneje tudi S. Beckett in že omenjeni E. Ionesco. Pri Cioranu prevladuje filozofija absurda, ki temelji na eksistencializmu in zagovarja dejstvo, da je človek nelogično povezan s svetom, ki mu je tuj. Medtem ko je svet iracionalen, nesmiseln in nepovezan, človek po svoji naravi hrepeni po smislu, racionalnosti in urejenosti sveta, kar nikoli ne bo mogoče doseči. Absurdnosti se je potrebno zavedati in jo sprejeti kot način življenja, pasivno živeti in ostajati.

## Temeljne ideje Cioranove filozofije
Cioran je filozofijo življenja razvijal kot lastno idejo, ki paradoksalno zanika vse kar je živo in pravi, da nič ni le simbol eksistence toda eksistenca sama, da nič življenju ne daje smisla, pač pa ga ohranja v tistem kar v resnici je - v stanje nesamomora.. Cioranova filozofija je bila nagnjena k sedanjosti, saj odrešitve ni videl v prihodnosti. Zanj je družba bolj znosna šele, ko se življenje naučiš popolnoma zanikati. 
Menil je, da je ciklični pogled na svet mnogo boljši, kakor stremljenje k nenehnemu napredku, saj naše sanje o napredku temeljijo na teoretični nezmožnosti. V njegovi filozofiji se pogosto pojavlja nihilizem oz. odklanjanje in zanikanje nekaterih splošnih človeških norm. Toda obliko nihilizma, ki jo zagovarja imenujemo pozitivni nihilizem, saj je v svojih delih spodbujal preobrazbo človeštva v smeri konstruktivnosti in ne destruktivnosti samega sebe. 
Vsekakor pa je Cioranova filozofija močno zaznamovana z vprašanjem človekovega obstoja kot nadloge in udobnosti, ki jo prinaša neobstoj, smrt ali nič, njegovo dojemanje pa stoično in ravnodušno. Samega sebe je označil kot fanatika brez prepričanj.

## Dela
Romunska
- Pe culmile disperării Editura ˝Fundația pentru Literatură și Artă˝, Bucharest 1934 (Na višavah brezupa)
- Cartea amăgirilor, Bucharest 1936 (Knjiga preobrazb)
- Schimbarea la față a României, Bucharest 1936 (Transmigracija Romunije)
- Lacrimi și Sfinți, "Editura autorului" 1937 (Solze in svetniki)
- Îndreptar pătimaș, Humanitas, Bucharest 1991 (Priročnik strasti)

### Francoska
- Précis de décomposition, Gallimard 1949 (Zgodovina razkroja)
- Syllogismes de l'amertume, Gallimard 1952 (Logika grenkobe)
- La Tentation d'exister, Gallimard 1956 (Skušnjava obstoja)
- Histoire et utopie (Zgodovina in utopija), Gallimard 1960
- La Chute dans le temps (Padec v čas), Gallimard 1964
- Le Mauvais démiurge, Gallimard 1969 (Slab stvaritelj)
- De l'inconvénient d'être né, Gallimard 1973 (Rojstvo kot nevšečnost)
- Écartèlement, Gallimard 1979 (Razčetverjenje)
- Exercices d'admiration 1986 in Aveux et anathèmes 1987 (Vaje občudovanja in 	Priznanjain atonomija)
- Œuvres, Gallimard-Quatro 1995 (Dela)
- Mon pays/Țara mea, Humanitas, Bukarešta, 1996 (Moja država)
- Cahiers, Gallimard 1997 (zvezek)
- Des larmes et des saints (Solze in svetniki)
- Sur les cimes du désespoir, (Na vrhovih brezupa)
- Le Crépuscule des pensées, L'Herne, (Mrak misli)
- Jadis et naguère, L'Herne (Nekoč in pred kratkim)
- Valéry face à ses idoles, L'Herne, 1970, 2006 (Valery soočen s svojimi idoli)
- De la France, L’Herne, 2009 (O Franciji)
- Transfiguration de la Roumanie, L’Herne, 2009 (Preobrazba Romunije)
- Cahier Cioran, L’Herne, 2009 (Zvezek Cioran) (neobjavljeni dokumenti, pisma in fotografije)
- Histoire et utopie (Zgodovina in utopija), Gallimard 1960 (slovenski prevod, 1995)
- La Chute dans le temps (Padec v čas), Gallimard 1964

## Dela prevedena v slovenščino

### Padec v čas/O nevšečnosti biti rojen
Padec v čas  (La Chute dans le temps) je esej, medtem ko je O nevšečnosti biti rojen nabor misli. Veliko misli pesnikov in pisateljev, filozofov, teologov itd., Cioran prepleta s svojimi bolečinami, pogledi na svet, doživljanji, melanholijo, kapricami… V Padcu v čas Cioran razpravlja o človekovi obsojenosti na propad in možnosti odrešitve, ki pa obstaja le hipotetično. Izhaja iz trditve, da je za odrešitev potrebno enako energije kot za propad, le da se k odrešitvi nikoli ne bomo nagnili. Govori tudi o posamezniku, vztraja pa pri tem, da naj bi bilo pravo zavedanje posameznika možno le ob zanikanju. Kritizira človekov um in razum, saj ta povzroča dvom, ki je začetnik negativnih dejanj in lahko človeka obsodi. Vsi ljudje naj bi padli v čas z razumom, ki je omogočil zavedanje tega in utemeljevanje svojega obstoja. Cioran pa tudi abstraktno razlaga o dejanskem padcu v čas, ki naj bi ga povzročilo zavedanje. V nevšečnosti biti rojen se je pogosto pojavljal motiv samomora in pritožbe nad podarjeno možnostjo obstanka.
Padec v čas je lažje berljiv kot O nevšečnosti biti rojen, saj je napisan bolj pregledno. Padec v čas je prevedla Tanja Lesničar, Aleš Berger pa O nevšečnosti biti rojen. 

### Zgodovina in utopija
Zgodovina in utopija (Histoire et utopie) je sestavljena iz šestih esejev: O dveh tipih družbe, Rusija in virus svobode, V šoli tiranov, Odiseja zamerljivosti, Mehanizem utopije, Zlata doba. Delo nam predstavlja tok misli, je berljivo, Cioran na začetku prvega spisa tudi izpostavi hvale glede njegovega stila pisanja. Cioran v nobenem od spisov ni očaran nad idealizmom, se ne vdaja v prihodnost in ne obžaluje preteklosti. Skozi delo opozarja, da naj ljudje iz trenutne situacije naredijo največ kot lahko in se naj sprejmemo tisto, kar nam je dano. Pravi, da smo rojeni za obstoj. Izhod iz utopije leži v skeptičnosti do človeških obljub. Predstavlja nam odnose med ljudmi in delovanje družbe. Utopija sledi iz očaranosti nad nemogočim, družbi, ki je nima po Cioranovemu mnenju sledi uničenje.
Zgodovina in utopija je izšla pri Cankarjevi založbi leta 1996. Prevedla jo je Tanja Lesničar.

## Spletni viri
- Emil cioran's "history and utopia". Internet citirano: 30.1.2015 dostopno na naslovu: http://alina_stefanescu.typepad.com/romania_revealed/2009/03/an-excerpt-from-emil-ciorans-history-and-utopia.html
- Pace. E. 1995. E. M. Cioran, 84, Novelist And Philosopher of Despair internet dostopno na naslovu: http://www.nytimes.com/1995/06/22/obituaries/e-m-cioran-84-novelist-and-philosopher-of-despair.html
- Potočnik Černe G, Emil Cioran: Padec v Čas / O nevšečnosti biti rojen. internet11. 2015 dostopno na naslovu: https://filozofskaposvetovalnica.wordpress.com/2013/03/07/emil-cioran-padec-v-cas-o-nevsecnosti-biti-rojen/